# Oberlimberg
Oberlimberg är en del av kommunen Wallerfangen i det tyska förbundslandet Saarland. 
Oberlimberg grundades på 1600-talet.

Bilder från Oberlimberg
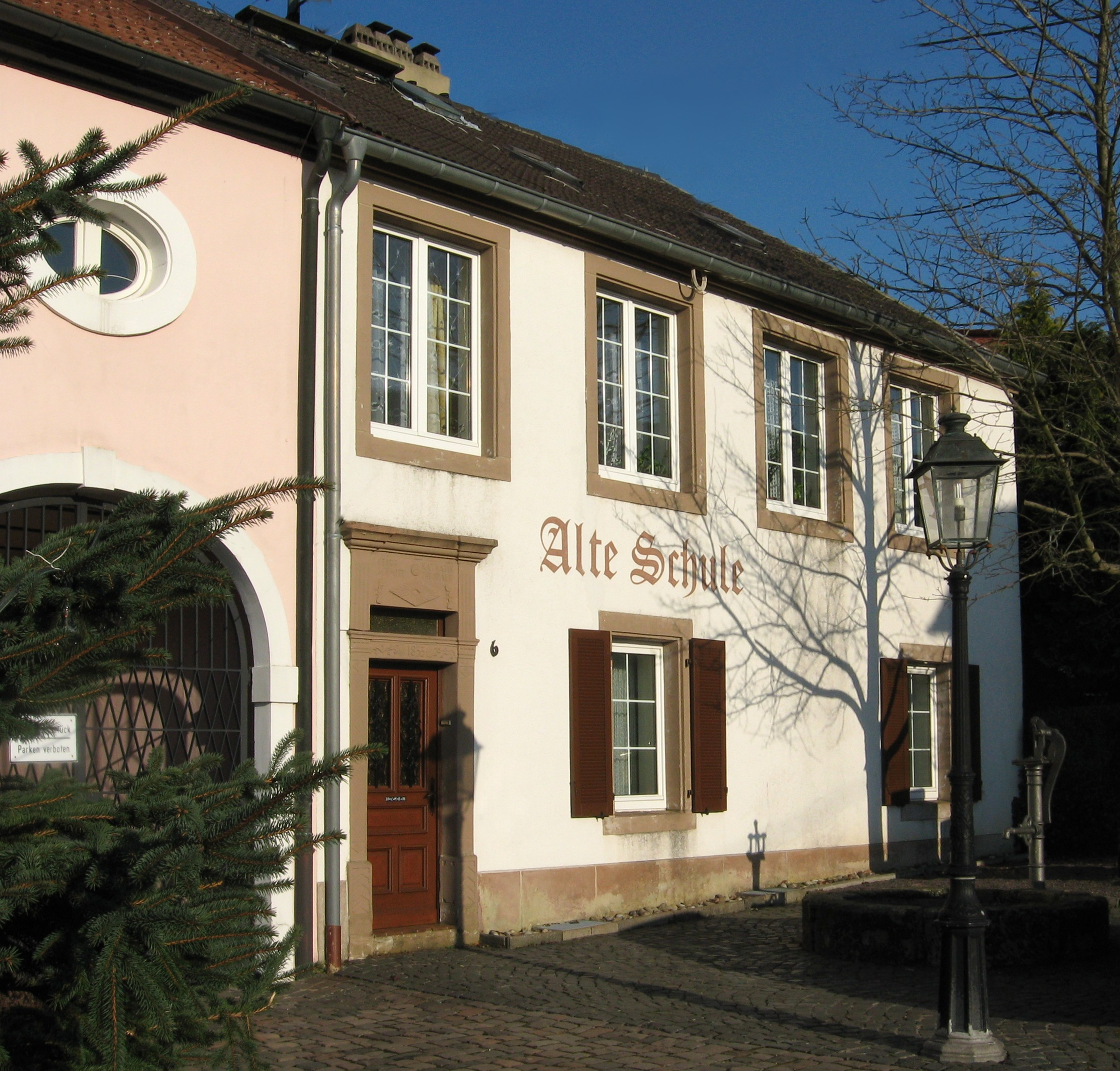
Gamla skolan
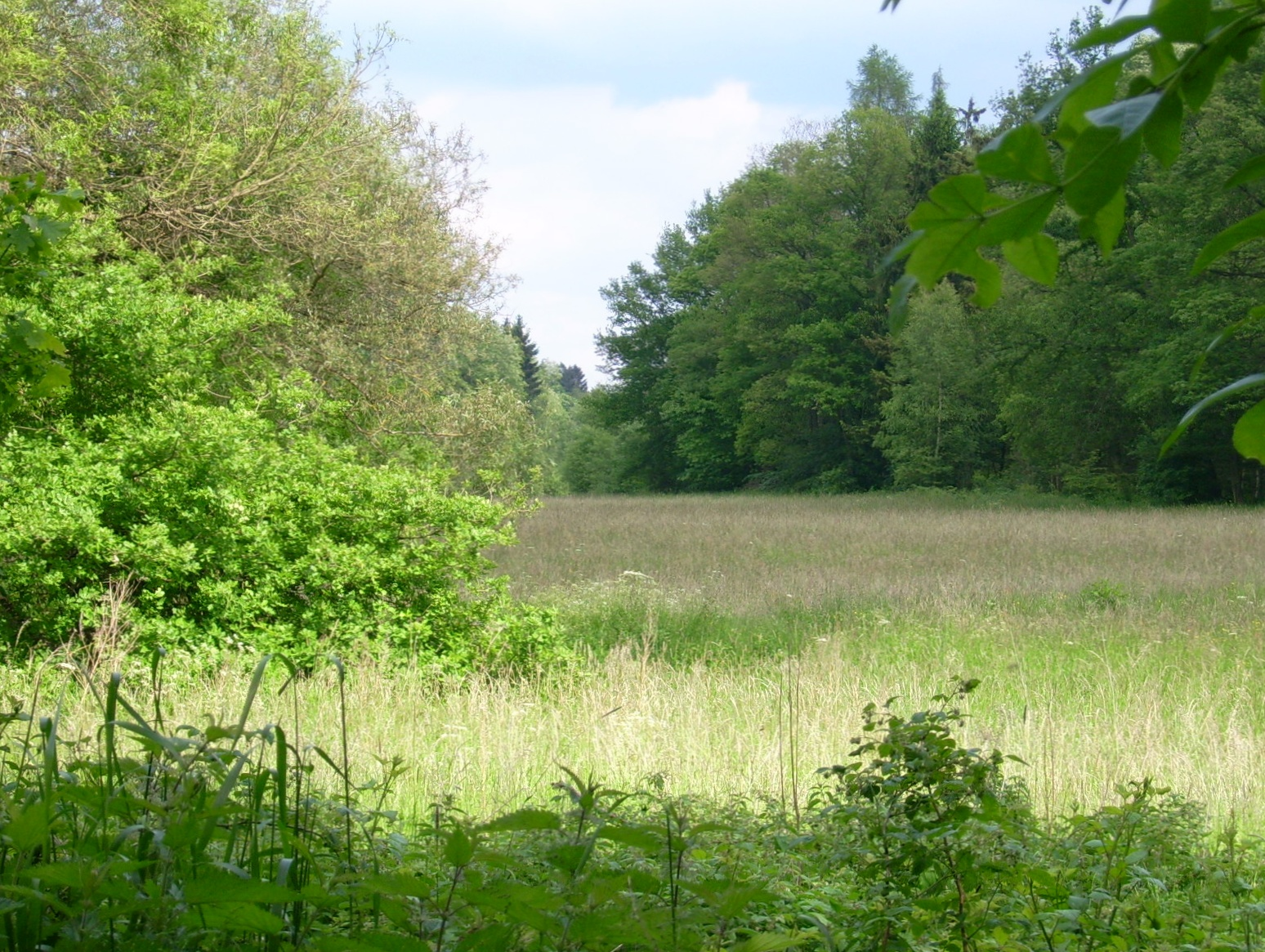
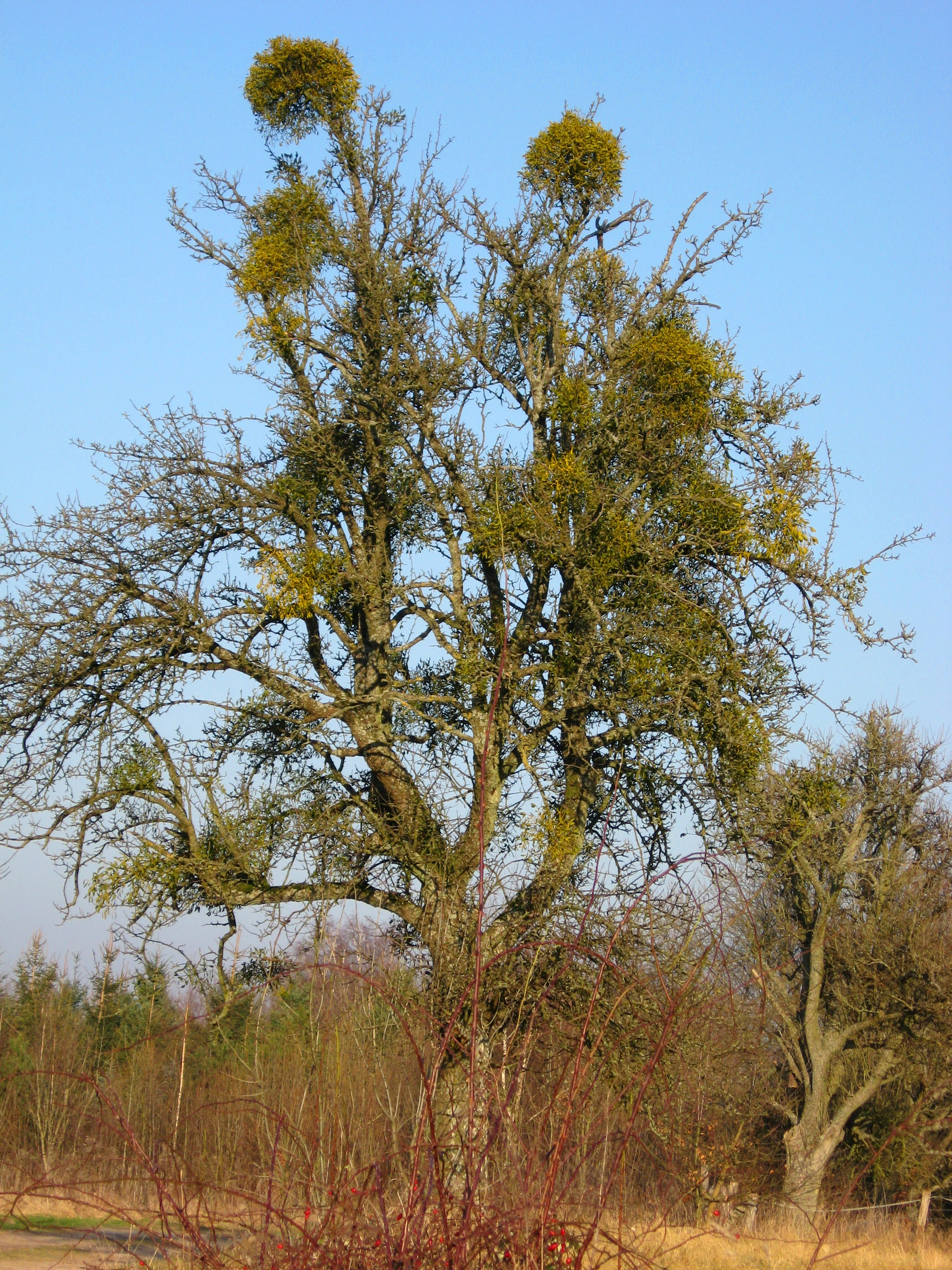
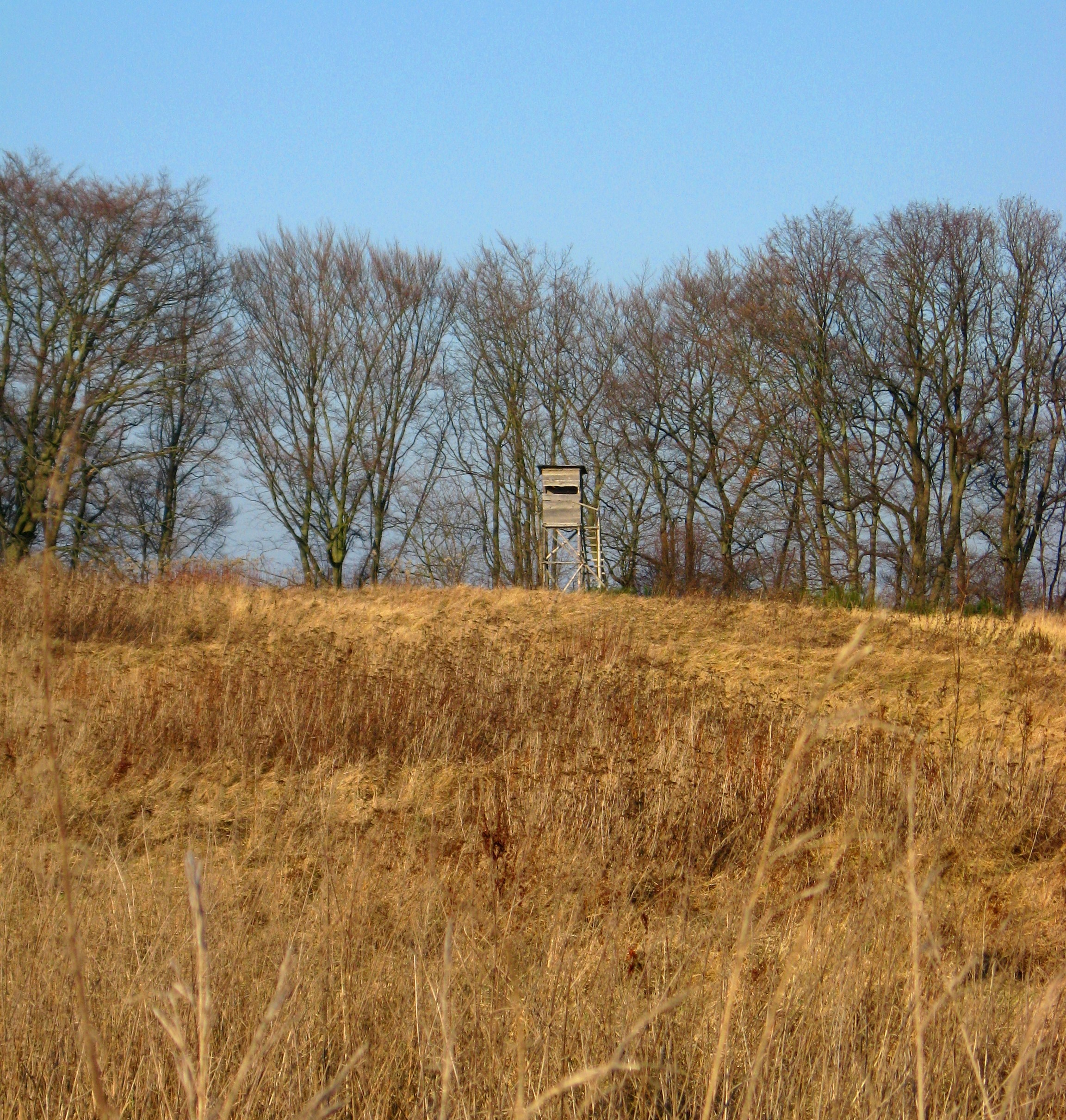